# Oda Mielenhausen
Oda Mielenhausen (* 2. Oktober 1938 in Braunschweig; † 18. Juni 2010 in Coburg) war eine deutsche Tischtennisspielerin. Sie gehörte Ende der 1950er-Jahre zu den spielstärksten deutschen Damen.
Mielenhausen begann mit dem Tischtennisspielen 1948 beim Verein TSV Schöppenstedt. Erste Erfolge erzielte sie bei Jugendveranstaltungen, etwa bei den Internationalen englischen Jugendmeisterschaften 1953, wo sie im Mixed mit Conny Freundorfer das Endspiel erreichte. 1954 und 1955 gewann sie die deutsche Jugendmeisterschaft im Einzel und im Doppel (1954 mit ihrer Schwester Gerda Mielenhausen, 1955 mit Erika Koch (Schmollinger)), 1955 zudem im Mixed mit Roland Süßmann. 1956 wechselte sie zum PSV Braunschweig.
Von 1958 bis 1959 wurde sie für vier Länderspiele nominiert. Erstmals kam sie im März 1958 gegen Frankreich zum Einsatz, bei dem sie ein Spiel gewann und eines verlor. Bei der Weltmeisterschaft 1959 erreichte sie mit dem Damenteam Platz 10. 1962 nahm sie an der Europameisterschaft teil. Hier belegte sie mit Ilse Lantermann im Doppel Platz drei.
Bei den Deutschen Einzelmeisterschaften der Damen erreichte sie 1957 im Doppel mit Wiltrud Steinbach (SSV Hellas Göttingen) den 3. Platz, 1958 ebenfalls den 3. Platz im Doppel mit Ulla Paulsen (Hamburger SV) und 1959 den 3. Platz im Einzel. Bei den DTTB-Bundesranglistenturnieren belegte sie den 3. Platz (1956/57) und dreimal den 2. Platz (1957/58, 1958/59, 1959/60). 1959 wurde sie in der deutschen Rangliste auf Platz 2 geführt. Enttäuscht war sie, als sie 1961 trotz vermeintlicher Qualifikation nicht zum DTTB-Bundesranglistenturnier eingeladen wurde.
In der Saison 1961/62 spielte sie beim TK Hannover, danach – bis zu ihrem Karriereende 1970 – für acht Jahre beim TTC Blau-Gold Berlin in der Oberliga Nord (damals die höchste deutsche Spielklasse). Mit Blau-Gold gewann sie 1965/66 den 3. Platz bei den Deutschen Mannschaftsmeisterschaften.
Nach ihrer Heirat im Jahre 1963 mit Dr. Werner Baucke trat sie als Oda Baucke auf. 1995 gründete sie die Tischtennisabteilung des TSV Beiersdorf und wirkte hier bis 2003 als Trainerin. Bis zu ihrem Tod lebte sie zuletzt schließlich in Coburg.

## Weitere Erfolge
1957/58: Norddeutscher Vizemeister mit PSV Braunschweig
1963/64: Berliner Meisterin im Doppel mit Edith Lersow (BSV 92)
1963/64: Norddeutsche Meisterin im Doppel mit Edith Lersow
1964: Im April und im Oktober Siegerin des Berliner Ranglistenturniers
1965/66: Berliner Meisterin im Doppel mit Jutta Krüger (TTC Blau-Gold Berlin) und im Mixed mit Michael Heene (Tennis Borussia)
1965/66: Norddeutscher Vizemeister und 3. Platz bei den Deutschen Meisterschaften mit TTC Blau-Gold (Anita Haacke, Edith Steinke, Oda Baucke, Jutta Krüger)
1966/67: Berliner Meisterin im Mixed mit Michael Heene (Tennis Borussia)
1967/68: Berliner Meisterin im Doppel mit Jutta Krüger (TSC Berlin 1893)
Quelle:

## Turnierergebnisse
| Verband | Veranstaltung       | Jahr | Ort      | Land | Einzel     | Doppel     | Mixed     | Team |
| ------- | ------------------- | ---- | -------- | ---- | ---------- | ---------- | --------- | ---- |
| FRG     | Europameisterschaft | 1962 | Berlin   | FRG  |            | Halbfinale |           |      |
| FRG     | Weltmeisterschaft   | 1959 | Dortmund | FRG  | letzte 128 | letzte 16  | letzte 64 | 10   |